# David Alex
David Alex (* um 1951, † 25. Juni 1997 in Dili, Osttimor), Kampfname Daitula, war als stellvertretender Stabschef und Kommandant der Region Baucau die nominelle Nummer 3 der FALINTIL, des militärischen Arms der Widerstandsbewegung in Osttimor gegen die indonesische Besatzung zwischen 1975 und 1999. Durch diverse Fernsehberichte wurde Alex auch über die Landesgrenzen hinaus bekannt.

## Wirken
David Alex war vor seinem Engagement in der FALINTIL Ausbilder in der portugiesischen Kolonialarmee. Er galt als kluger und erfolgreicher Kommandant der FALINTIL, der mehr als 21 Jahre der Verfolgung durch indonesische Sicherheitskräfte entging. Alex überlebte auch die fast vollständige Vernichtung der Guerilla und organisierte zusammen mit Xanana Gusmão den Wiederaufbau der FALINTIL. Max Stahl drehte eine Reportage über den Freiheitskämpfer und interviewte ihn in seinem Unterschlupf in den Bergen. Das Ergebnis wurde im Januar 1992 im australischen Fernsehen gezeigt. Im August 1996 drehte Jill Jolliffe erstmals einen Angriff der FALINTIL. Alex tötete mit seinen Männern zwei indonesische Soldaten. Dieser Film lief im australischen Fernsehen unter dem Namen „Blockade“ anlässlich des 21. Jahrestages der indonesischen Invasion. Noch im Januar 1997 besuchte der australische Journalist Ivan Smith Alex in seinem Versteck.
Während der Offensive der Guerilla zu den indonesischen Parlamentswahlen am 29. Mai 1997 führte Alex mehrere Hinterhalte. Indonesische Polizei und Militär mussten schwere Verluste hinnehmen, was zu Repressionen gegen die Zivilbevölkerung führte.
Am 24. Juni 1997 wurde Alex zusammen mit vier seiner Männer von indonesischen Soldaten unter dem Kommando von Colonel Slamet Sidabutar in Caibada gefangen genommen. Beim Gefecht wurde Alex in den Arm und ins Bein geschossen. Er wurde in das Hauptquartier der Kopassus in Baucau gebracht, das als Folterzentrum bekannt war. Später wurde Alex mit dem Hubschrauber in die Landeshauptstadt Dili gebracht, wo er weiter im Hauptquartier des Militärgeheimdienstes verhört wurde. Tags darauf war er tot, nach Armeeangaben starb er an hohem Blutverlust in einem Militärkrankenhaus. Widerstandsquellen behaupten, Alex sei während brutaler Folter beim Verhör gestorben. Es gab auch Gerüchte über eine Vergiftung. Alex wurde vom indonesischen Militär in einem Friedhof in Dili begraben, ohne dass seiner Familie erlaubt wurde, den Leichnam zu sehen. Auch Autopsien durch unabhängige Stellen wurden abgelehnt.

## Ehrungen

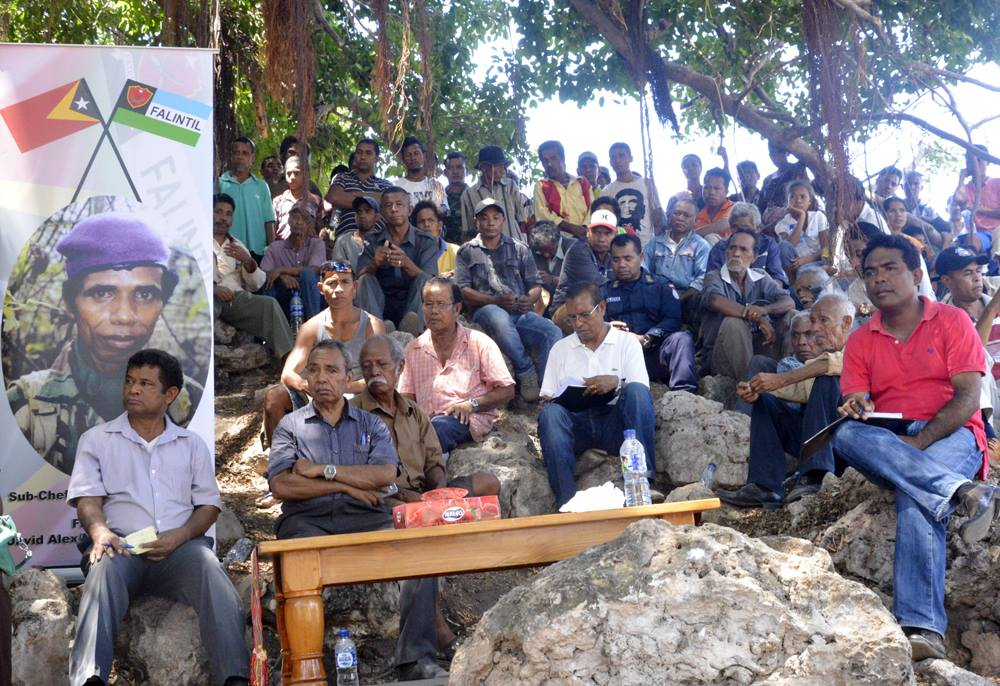
Besuch von Taur Matan Ruak der Gedenkstätte für Alex in Bado-Ho’o (2015)

Das Studio des staatlichen Senders RTTL wurde nach Alex benannt.